# Golden Microphone (конкурс)
Золотий мікрофон (тур. Altın Mikrofon) — щорічний музичний конкурс, який проводився в Туреччині в період з 1965 по 1968 рік. У 1960-ті роки в Туреччині більшість популярної музики складалася з пісень західної Європи з турецькою лірикою, або ж з традиційних турецьких народних мелодій, що виконувалися на західних інструментах. Метою конкурсу було сприяти розвитку популярної музики шляхом створення нових композицій та розвитку вітчизняних джерел. 

## Переможці
| Рік      | Ранг | Співак          | Назва                    |
| -------- | ---- | --------------- | ------------------------ |
| 1965 рік | 1-й  | Yıldırım Gürses | Gençliğe Veda            |
| 1965 рік | 2-й  | Mavi Işıklar    | Helvacı                  |
| 1965 рік | 3-й  | Silüetler       | Kaşık Havası             |
| 1966 рік | 1-й  | Silüetler       | Лорке Лорке              |
| 1966 рік | 2-й  | Mavi Işıklar    | Çayır Çimen Geze Geze    |
| 1966 рік | 3-й  | Selçuk Alagöz   | Ararım                   |
| 1967 рік | 1-й  | Mavi Çocuklar   | Девели Дайлар            |
| 1967 рік | 2-й  | Джем Карака     | Емра                     |
| 1967 рік | 3-й  | Рана Алаґоз     | Konya Kabağı             |
| 1968 рік | 1-й  | ТПАО Бетмен     | Meşelidir Enginde Dağlar |
| 1968 рік | 2-й  | Haramiler       | Арпа Буддей Данелер      |
| 1968 рік | 3-й  | Moğollar        | Ільгаз                   |

## Занепад
Golden Microphone став вагомою віхою в турецькій музиці. Хоча засновники відмовилися від подальшого проведення конкурсу після 1968 року, дві інші газети намагалися продовжити конкурс: Günaydın в 1972 році і Saklambaç в 1979 році. Але ці змагання, на відміну від попередніх, не привертали великої уваги, і організатори теж здалися. Результати цих музичних конкурсів були такими: 
| Рік      | Ранг | Співак           | Назва               |
| -------- | ---- | ---------------- | ------------------- |
| 1972 рік | 1-й  | Edip Akbayram    | Kükredi Çimenler    |
| 1972 рік | 2-й  | Salim Dündar     | Bir dost bulamadım  |
| 1972 рік | 3-й  | Ömer Aysan       | Mış mış             |
| 1979 рік | 1-й  | Ünal Büyükgönenç | Dışarda Kar yağıyor |
|          | 2-й  | Jale             | ?                   |